# Tour de Drenthe féminin 2007
La 1re édition du Tour de Drenthe féminin a eu lieu le 14 avril 2007. C'est la troisième épreuve de la Coupe du monde. Elle est remportée par la Néerlandaise Adrie Visser.

## Équipes
| Équipes féminines professionnelles (21)- AA Drink-Cycling Team - Bigla - Bizkaia-Panda Software-Durango - DSB Bank - ELK Haus - Flexpoint - Fenixs-HPB - Team Getränke-Hoffmann - Giant Pro Cycling - Lotto-Belisol Ladiesteam - Menikini-Selle Italia-Gysko - Equipe Nürnberger Versicherung - Raleigh Lifeforce Creation HB - Safi-Pasta Zara Manhattan - Saccarelli EMU Marsciano - SC Michela Fanini Record Rox - T-Mobile - Therme Skin Care - Uniqa - Vlaanderen-Capri Sonne-T Interim - Vrienden van het Platteland Équipes nationales (7)- Allemagne - Australie - États-Unis - Italie - Lituanie - Pays-Bas - Suisse |
| |

## Parcours
Le mont VAM est monté en début de course puis deux fois dans le final.

## Favorites
Nicole Cooke qui vient de remporter les deux dernières épreuves de Coupe du monde, est en grande forme et fait figure de favorite. L'équipe T-Mobile peut compter sur la sprinteuse Ina-Yoko Teutenberg. Elle devra prendre en considération Regina Schleicher qui vient de remporter le Drentse 8.

## Récit de la course
La météo est clémente avec du soleil et des températures relativement élevées. Les secteurs pavés provoquent des cassures dans le peloton, mais celui-ci se reforme toujours ensuite. Linda Villumsen est échappée l'espace de quatre kilomètres. Priska Doppman attaque avant la derrière montée du Vam-Berg. Elle est suivie par Suzanne de Goede. Dans l'ascension, Marianne Vos accélère. Seules Nicole Cooke, De Goede et Adrie Visser parviennent à la suivre. Loes Markerink et Elodie Touffet reviennent ensuite de l'arrière. Ce groupe de six se dirige vers la victoire. À deux kilomètres de l'arrivée, Adrie Visser tire à profit le surnombre de son équipe pour passer à l'offensive. Elle est accompagnée d'Elodie Touffet. Au sprint, Visser s'impose aisément. Derrière, le peloton se reforme dans le final. Marianne Vos le règle.

## Classements

### Classement final
| \| Classement général \| Classement général \| Classement général \| Classement général \| Classement général \| \| Coureuse \| Coureuse \| Pays \| Équipe \| Temps \| \| ------------------ \| ------------------- \| ------------------ \| ----------------------------- \| ------------------ \| \| 1re \| Adrie Visser \| Pays-Bas \| DSB Bank \| 3 h 33 min 47 s \| \| 2e \| Élodie Touffet \| France \| Menikini-Selle Italia-Gysko \| + 0 s \| \| 3e \| Marianne Vos \| Pays-Bas \| DSB Bank \| + 17 s \| \| 4e \| Ina-Yoko Teutenberg \| Allemagne \| T-Mobile \| + 17 s \| \| 5e \| Suzanne de Goede \| Pays-Bas \| T-Mobile \| + 17 s \| \| 6e \| Rochelle Gilmore \| Australie \| Menikini-Selle Italia-Gysko \| + 17 s \| \| 7e \| Nicole Cooke \| Royaume-Uni \| Raleigh Lifeforce Creation HB \| + 17 s \| \| 8e \| Giorgia Bronzini \| Italie \| Safi-Pasta Zara Manhattan \| + 17 s \| \| 9e \| Monia Baccaille \| Italie \| Saccarelli EMU Marsciano \| + 17 s \| \| 10e \| Mie Bekker Lacota \| Danemark \| Flexpoint \| + 17 s \| |                     |             |                               |                 |
| |                     |             |                               |                 |
| Source : Cycling Quotient |                     |             |                               |                 |
| Classement général |                     |             |                               |                 |
| Coureuse | Coureuse            | Pays        | Équipe                        | Temps           |
| 1re | Adrie Visser        | Pays-Bas    | DSB Bank                      | 3 h 33 min 47 s |
| 2e | Élodie Touffet      | France      | Menikini-Selle Italia-Gysko   | + 0 s           |
| 3e | Marianne Vos        | Pays-Bas    | DSB Bank                      | + 17 s          |
| 4e | Ina-Yoko Teutenberg | Allemagne   | T-Mobile                      | + 17 s          |
| 5e | Suzanne de Goede    | Pays-Bas    | T-Mobile                      | + 17 s          |
| 6e | Rochelle Gilmore    | Australie   | Menikini-Selle Italia-Gysko   | + 17 s          |
| 7e | Nicole Cooke        | Royaume-Uni | Raleigh Lifeforce Creation HB | + 17 s          |
| 8e | Giorgia Bronzini    | Italie      | Safi-Pasta Zara Manhattan     | + 17 s          |
| 9e | Monia Baccaille     | Italie      | Saccarelli EMU Marsciano      | + 17 s          |
| 10e | Mie Bekker Lacota   | Danemark    | Flexpoint                     | + 17 s          |

## Liste des participantes
| Légende | Légende                                                                    | Légende | Légende                                                    |
| ------- | -------------------------------------------------------------------------- | ------- | ---------------------------------------------------------- |
| Num     | Dossard de départ porté par le coureur sur ce Tour de Drenthe féminin      | Pos     | Position à l'arrivée de la course                          |
|         | Indique un maillot de champion national ou mondial, suivi de sa spécialité | NP      | Indique un coureur qui n'a pas pris le départ de la course |
| AB      | Indique un coureur qui n'a pas terminé la course                           | HD      | Indique un coureur qui a terminé la course hors des délais |

| Raleigh Lifeforce Creation HB RLT | Raleigh Lifeforce Creation HB RLT | Raleigh Lifeforce Creation HB RLT |
| --------------------------------- | --------------------------------- | --------------------------------- |
| Num                               | Coureuse                          | Pos                               |
| 1                                 | Nicole Cooke (GBR)                | 7e                                |
| 2                                 | Priska Doppmann (SUI)             | 29e                               |
| 3                                 | Sarah Düster (GER)                | 43e                               |
| 4                                 | Joanne Kiesanowski (NZL)          | 37e                               |
| 5                                 | Emma Rickards (AUS)               | 21e                               |
| 6                                 | Karin Thürig (SUI)                | 62e                               |

| T-Mobile TMP | T-Mobile TMP              | T-Mobile TMP |
| ------------ | ------------------------- | ------------ |
| Num          | Coureuse                  | Pos          |
| 11           | Judith Arndt (GER)        | 53e          |
| 12           | Katherine Bates (AUS)     | AB           |
| 13           | Chantal Beltman (NED)     | 60e          |
| 14           | Suzanne de Goede (NED)    | 5e           |
| 15           | Ina-Yoko Teutenberg (GER) | 4e           |
| 16           | Linda Villumsen (DEN)     | 58e          |

| Flexpoint FLX | Flexpoint FLX           | Flexpoint FLX |
| ------------- | ----------------------- | ------------- |
| Num           | Coureuse                | Pos           |
| 21            | Annette Beutler (SUI)   | 19e           |
| 22            | Loes Gunnewijk (NED)    | 28e           |
| 23            | Mie Bekker Lacota (DEN) | 10e           |
| 24            | Madeleine Sandig (GER)  | 51e           |
| 25            | Loes Markerink (NED)    | 20e           |
| 26            | Iris Slappendel (NED)   | 73e           |

| Equipe Nürnberger Versicherung NUR | Equipe Nürnberger Versicherung NUR | Equipe Nürnberger Versicherung NUR |
| ---------------------------------- | ---------------------------------- | ---------------------------------- |
| Num                                | Coureuse                           | Pos                                |
| 31                                 | Andrea Graus (AUT)                 | 66e                                |
| 32                                 | Trixi Worrack (GER)                | 50e                                |
| 33                                 | Eva Lutz (GER)                     | 79e                                |
| 34                                 | Charlotte Becker (GER)             | AB                                 |
| 35                                 | Edita Pučinskaitė (LTU)            | 52e                                |
| 36                                 | Regina Schleicher (GER)            | 54e                                |

| Bigla BCT | Bigla BCT                  | Bigla BCT |
| --------- | -------------------------- | --------- |
| Num       | Coureuse                   | Pos       |
| 41        | Andrea Thürig (SUI)        | 74e       |
| 42        | Nicole Brändli (SUI)       | 68e       |
| 43        | Noemi Cantele (ITA)        | 67e       |
| 44        | Tanja Schmidt-Hennes (GER) | 11e       |
| 45        | Bettina Kühn (SUI)         | AB        |
| 46        | Zulfiya Zabirova (KAZ)     | 44e       |

| DSB Bank DSB | DSB Bank DSB           | DSB Bank DSB |
| ------------ | ---------------------- | ------------ |
| Num          | Coureuse               | Pos          |
| 51           | Andrea Bosman (NED)    | 36e          |
| 52           | Ludivine Henrion (BEL) | 13e          |
| 53           | Christine Mos (NED)    | 93e          |
| 54           | Sharon van Essen (NED) | 70e          |
| 55           | Adrie Visser (NED)     | 1re          |
| 56           | Marianne Vos (NED)     | 3e           |

| Fenixs-HPB FEN | Fenixs-HPB FEN             | Fenixs-HPB FEN |
| -------------- | -------------------------- | -------------- |
| Num            | Coureuse                   | Pos            |
| 61             | Svetlana Boubnenkova (RUS) | 38e            |
| 62             | Suzie Godart (LUX)         | AB             |
| 63             | Deborah Mascelli (ITA)     | AB             |
| 64             | Stefanie Gronow (GER)      | 48e            |
| 65             | Liane Bahler (GER)         | 97e            |
| 66             | Laura Morfin (MEX)         | AB             |

| Menikini-Selle Italia-Gysko MSG | Menikini-Selle Italia-Gysko MSG | Menikini-Selle Italia-Gysko MSG |
| ------------------------------- | ------------------------------- | ------------------------------- |
| Num                             | Coureuse                        | Pos                             |
| 71                              | Rochelle Gilmore (AUS)          | 6e                              |
| 72                              | Olivia Gollan (AUS)             | AB                              |
| 73                              | Élodie Touffet (FRA)            | 2e                              |
| 74                              | Karin Aune (SWE)                | AB                              |
| 75                              | Miho Oki (JPN)                  | 41e                             |
| 76                              | Eneritz Iturriaga (ESP)         | 96e                             |

| Safi-Pasta Zara Manhattan SAF | Safi-Pasta Zara Manhattan SAF | Safi-Pasta Zara Manhattan SAF |
| ----------------------------- | ----------------------------- | ----------------------------- |
| Num                           | Coureuse                      | Pos                           |
| 81                            | Marta Bastianelli (ITA)       | AB                            |
| 82                            | Alessandra Borchi (ITA)       | 61e                           |
| 83                            | Giorgia Bronzini (ITA)        | 8e                            |
| 84                            | Daniela Fusar Poli (ITA)      | 95e                           |
| 85                            | Gintarė Gaivenytė (LTU)       | AB                            |
| 86                            | Diana Žiliūtė (LTU)           | 59e                           |

| AA Drink-Cycling Team AAD | AA Drink-Cycling Team AAD | AA Drink-Cycling Team AAD |
| ------------------------- | ------------------------- | ------------------------- |
| Num                       | Coureuse                  | Pos                       |
| 91                        | Kirsten Wild (NED)        | 12e                       |
| 92                        | Roxane Knetemann (NED)    | 81e                       |
| 93                        | Irene van den Broek (NED) | 69e                       |
| 94                        | Karen Steurs (BEL)        | 56e                       |
| 95                        | Kathleen Sterckx (BEL)    | 57e                       |
| 96                        | An Van Rie (BEL)          | 45e                       |

| Team Getränke-Hoffmann TGH | Team Getränke-Hoffmann TGH | Team Getränke-Hoffmann TGH |
| -------------------------- | -------------------------- | -------------------------- |
| Num                        | Coureuse                   | Pos                        |
| 101                        | Birgit Hollmann (GER)      | AB                         |
| 102                        | Stephanie Pohl (GER)       | 82e                        |
| 103                        | Sandra Missbach (GER)      | 99e                        |
| 104                        | Christina Becker (GER)     | 78e                        |
| 105                        | Tina Liebig (GER)          | 98e                        |
| 106                        | Theresa Senff (GER)        | 47e                        |

| Uniqa UNG | Uniqa UNG                 | Uniqa UNG |
| --------- | ------------------------- | --------- |
| Num       | Coureuse                  | Pos       |
| 111       | Lada Kozlíková (CZE)      | 27e       |
| 112       | Nathalie Lamborelle (LUX) | AB        |
| 113       | Daniela Pintarelli (AUT)  | AB        |
| 114       | Monika Schachl (AUT)      | 90e       |
| 115       | Edwige Pitel (FRA)        | 55e       |
| 116       | Corinna Kreidl (AUT)      | AB        |

| Saccarelli EMU Marsciano SEM | Saccarelli EMU Marsciano SEM | Saccarelli EMU Marsciano SEM |
| ---------------------------- | ---------------------------- | ---------------------------- |
| Num                          | Coureuse                     | Pos                          |
| 121                          | Monia Baccaille (ITA)        | 9e                           |
| 122                          | Leda Cox (GBR)               | 83e                          |
| 123                          | Alessandra D'Ettorre (ITA)   | 26e                          |
| 124                          | Alice Marmorini (ITA)        | AB                           |
| 125                          | Alessia Quarta (ITA)         | AB                           |
| 126                          | Miyoko Karami (JPN)          | AB                           |

| SC Michela Fanini Record Rox MIC | SC Michela Fanini Record Rox MIC | SC Michela Fanini Record Rox MIC |
| -------------------------------- | -------------------------------- | -------------------------------- |
| Num                              | Coureuse                         | Pos                              |
| 131                              | Jennifer Fiori (ITA)             | AB                               |
| 132                              | Annalisa Cucinotta (ITA)         | AB                               |
| 133                              | Rosane Kirch (BRA)               | AB                               |
| 134                              | Sara Mustonen (SWE)              | AB                               |
| 135                              | Grete Treier (EST)               | 85e                              |
| 136                              | Daiva Tušlaitė (LTU)             | 84e                              |

| Lotto-Belisol Ladiesteam LBL | Lotto-Belisol Ladiesteam LBL | Lotto-Belisol Ladiesteam LBL |
| ---------------------------- | ---------------------------- | ---------------------------- |
| Num                          | Coureuse                     | Pos                          |
| 141                          | Tammy Boyd (NZL)             | AB                           |
| 142                          | Sara Carrigan (AUS)          | 76e                          |
| 143                          | Liesbet De Vocht (BEL)       | 17e                          |
| 144                          | Siobhan Dervan (IRL)         | AB                           |
| 145                          | Yolandi du Toit (RSA)        | 91e                          |
| 146                          | Corine Hierckens (BEL)       |                              |
| 147                          | Grace Verbeke (BEL)          | 31e                          |

| Vlaanderen-Capri Sonne-T Interim VLL | Vlaanderen-Capri Sonne-T Interim VLL | Vlaanderen-Capri Sonne-T Interim VLL |
| ------------------------------------ | ------------------------------------ | ------------------------------------ |
| Num                                  | Coureuse                             | Pos                                  |
| 161                                  | Debby Mansveld (NED)                 | AB                                   |
| 162                                  | Evy Van Damme (BEL)                  | 80e                                  |
| 163                                  | Sharon Vandromme (BEL)               | AB                                   |
| 164                                  | Loes Sels (BEL)                      | 33e                                  |
| 165                                  | Laure Werner (BEL)                   | 35e                                  |
| 166                                  | Emma Johansson (SWE)                 | 30e                                  |

| Giant Pro Cycling GPC | Giant Pro Cycling GPC | Giant Pro Cycling GPC |
| --------------------- | --------------------- | --------------------- |
| Num                   | Coureuse              | Pos                   |
| 171                   | Xiaoning Gao (CHN)    | AB                    |
| 172                   | Ping Li (CHN)         | AB                    |
| 173                   | Yong Li Liu (CHN)     | AB                    |
| 174                   | Li Meifang (CHN)      | AB                    |
| 175                   | Meng Lang (CHN)       | 72e                   |
| 176                   | Wang Fei (CHN)        | AB                    |

| Therme Skin Care TSC | Therme Skin Care TSC     | Therme Skin Care TSC |
| -------------------- | ------------------------ | -------------------- |
| Num                  | Coureuse                 | Pos                  |
| 181                  | Bertine Spijkerman (NED) | AB                   |
| 182                  | Kristy Miggels (NED)     | 32e                  |
| 183                  | Elisabeth Braam (NED)    | 86e                  |
| 184                  | Marije Profijt (NED)     | AB                   |
| 185                  | Rixt Meijer (NED)        | AB                   |
| 186                  | Jennie Stenerhag (SWE)   | AB                   |

| Vrienden van het Platteland VVP | Vrienden van het Platteland VVP | Vrienden van het Platteland VVP |
| ------------------------------- | ------------------------------- | ------------------------------- |
| Num                             | Coureuse                        | Pos                             |
| 191                             | Anita Valen de Vries (NOR)      | 40e                             |
| 192                             | Ellen van Dijk (NED)            | 15e                             |
| 193                             | Moniek Rotmensen (NED)          | 18e                             |
| 194                             | Jaccolien Wallaard (NED)        | 25e                             |
| 195                             | Liesbeth Bakker (NED)           | AB                              |
| 196                             | Yvonne Leezer (NED)             | AB                              |

| Bizkaia-Panda Software-Durango BPD | Bizkaia-Panda Software-Durango BPD | Bizkaia-Panda Software-Durango BPD |
| ---------------------------------- | ---------------------------------- | ---------------------------------- |
| Num                                | Coureuse                           | Pos                                |
| 201                                | Arantzazu Azpiroz (ESP)            | AB                                 |
| 202                                | Iosune Murillo Elkano (ESP)        | AB                                 |
| 203                                | Naiara Telletxea (ESP)             | 94e                                |
| 204                                | Maitane Telletxea (ESP)            | AB                                 |
| 205                                | Agurtzane Elorriaga (ESP)          | AB                                 |
| 206                                | Nekane Lasa (ESP)                  | AB                                 |

| Allemagne GER | Allemagne GER       | Allemagne GER |
| ------------- | ------------------- | ------------- |
| Num           | Coureuse            | Pos           |
| 211           | Marlen Jöhrend      | 22e           |
| 212           | Corinna Thumm       | AB            |
| 213           | Jana Schemmer       | AB            |
| 214           | Sabine Fischer      | AB            |
| 215           | Fabienne Sandig     | AB            |
| 216           | Denise Zuckermandel | 49e           |

| Pays-Bas NED | Pays-Bas NED         | Pays-Bas NED |
| ------------ | -------------------- | ------------ |
| Num          | Coureuse             | Pos          |
| 221          | Sissy van Alebeek    | AB           |
| 222          | Arenda Grimberg      | 77e          |
| 223          | Regina Bruins        | 24e          |
| 224          | Yvonne Baltus        | AB           |
| 225          | Daphny van den Brand | 42e          |
| 226          | Nina Kessler         | 87e          |

| Suisse SUI | Suisse SUI           | Suisse SUI |
| ---------- | -------------------- | ---------- |
| Num        | Coureuse             | Pos        |
| 231        | Daniela Della Torre  | AB         |
| 232        | Karin Steiner        | AB         |
| 233        | Sarah Grab           | AB         |
| 234        | Dolores Mächler-Rupp | AB         |
| 235        | Fabienne Wolfsberger | AB         |

| Italie ITA | Italie ITA       | Italie ITA |
| ---------- | ---------------- | ---------- |
| Num        | Coureuse         | Pos        |
| 241        | Silvia Parietti  | 16e        |
| 242        | Sara Biondi      | AB         |
| 243        | Giulia Lazzerini | AB         |
| 244        | Alice Donadoni   | 39e        |
| 245        | Martina Scoppa   | AB         |
| 246        | Lorena Foresi    | AB         |

| États-Unis USA | États-Unis USA    | États-Unis USA |
| -------------- | ----------------- | -------------- |
| Num            | Coureuse          | Pos            |
| 252            | Lauren Franges    | AB             |
| 253            | Alison Powers     | 71e            |
| 254            | Rebecca Larson    | 64e            |
| 255            | Brooke Miller     | 14e            |
| 257            | Kristin Armstrong | 63e            |
| 258            | Katheryn Curi     | 65e            |

| Australie AUS | Australie AUS    | Australie AUS |
| ------------- | ---------------- | ------------- |
| Num           | Coureuse         | Pos           |
| 262           | Jocelyn Loane    | 46e           |
| 263           | Jenny MacPherson | AB            |
| 264           | Amanda Spratt    | AB            |
| 266           | Lorian Graham    | 34e           |

| Lituanie LTU | Lituanie LTU       | Lituanie LTU |
| ------------ | ------------------ | ------------ |
| Num          | Coureuse           | Pos          |
| 271          | Aušrinė Trebaitė   | AB           |
| 272          | Urtė Juodvalkytė   | 92e          |
| 273          | Edita Ungurytė     | AB           |
| 274          | Rasa Leleivytė     | 23e          |
| 275          | Edita Janeliūnaitė | AB           |
| 276          | Lina Skujaite      | AB           |

| ELK Haus EHN | ELK Haus EHN              | ELK Haus EHN |
| ------------ | ------------------------- | ------------ |
| Num          | Coureuse                  | Pos          |
| 311          | Katharina Blum (GER)      | 88e          |
| 312          | Stefanie Degle (GER)      | 89e          |
| 313          | Karin Ruso (AUT)          | AB           |
| 315          | Katarína Uhlariková (SVK) | AB           |
| 316          | Martina Růžičková (CZE)   | 75e          |

| Raleigh Lifeforce Creation HB RLT | Raleigh Lifeforce Creation HB RLT | Raleigh Lifeforce Creation HB RLT |
| --------------------------------- | --------------------------------- | --------------------------------- |
| Num                               | Coureuse                          | Pos                               |
| 1                                 | Nicole Cooke (GBR)                | 7e                                |
| 2                                 | Priska Doppmann (SUI)             | 29e                               |
| 3                                 | Sarah Düster (GER)                | 43e                               |
| 4                                 | Joanne Kiesanowski (NZL)          | 37e                               |
| 5                                 | Emma Rickards (AUS)               | 21e                               |
| 6                                 | Karin Thürig (SUI)                | 62e                               |

| T-Mobile TMP | T-Mobile TMP              | T-Mobile TMP |
| ------------ | ------------------------- | ------------ |
| Num          | Coureuse                  | Pos          |
| 11           | Judith Arndt (GER)        | 53e          |
| 12           | Katherine Bates (AUS)     | AB           |
| 13           | Chantal Beltman (NED)     | 60e          |
| 14           | Suzanne de Goede (NED)    | 5e           |
| 15           | Ina-Yoko Teutenberg (GER) | 4e           |
| 16           | Linda Villumsen (DEN)     | 58e          |

| Flexpoint FLX | Flexpoint FLX           | Flexpoint FLX |
| ------------- | ----------------------- | ------------- |
| Num           | Coureuse                | Pos           |
| 21            | Annette Beutler (SUI)   | 19e           |
| 22            | Loes Gunnewijk (NED)    | 28e           |
| 23            | Mie Bekker Lacota (DEN) | 10e           |
| 24            | Madeleine Sandig (GER)  | 51e           |
| 25            | Loes Markerink (NED)    | 20e           |
| 26            | Iris Slappendel (NED)   | 73e           |

| Equipe Nürnberger Versicherung NUR | Equipe Nürnberger Versicherung NUR | Equipe Nürnberger Versicherung NUR |
| ---------------------------------- | ---------------------------------- | ---------------------------------- |
| Num                                | Coureuse                           | Pos                                |
| 31                                 | Andrea Graus (AUT)                 | 66e                                |
| 32                                 | Trixi Worrack (GER)                | 50e                                |
| 33                                 | Eva Lutz (GER)                     | 79e                                |
| 34                                 | Charlotte Becker (GER)             | AB                                 |
| 35                                 | Edita Pučinskaitė (LTU)            | 52e                                |
| 36                                 | Regina Schleicher (GER)            | 54e                                |

| Bigla BCT | Bigla BCT                  | Bigla BCT |
| --------- | -------------------------- | --------- |
| Num       | Coureuse                   | Pos       |
| 41        | Andrea Thürig (SUI)        | 74e       |
| 42        | Nicole Brändli (SUI)       | 68e       |
| 43        | Noemi Cantele (ITA)        | 67e       |
| 44        | Tanja Schmidt-Hennes (GER) | 11e       |
| 45        | Bettina Kühn (SUI)         | AB        |
| 46        | Zulfiya Zabirova (KAZ)     | 44e       |

| DSB Bank DSB | DSB Bank DSB           | DSB Bank DSB |
| ------------ | ---------------------- | ------------ |
| Num          | Coureuse               | Pos          |
| 51           | Andrea Bosman (NED)    | 36e          |
| 52           | Ludivine Henrion (BEL) | 13e          |
| 53           | Christine Mos (NED)    | 93e          |
| 54           | Sharon van Essen (NED) | 70e          |
| 55           | Adrie Visser (NED)     | 1re          |
| 56           | Marianne Vos (NED)     | 3e           |

| Fenixs-HPB FEN | Fenixs-HPB FEN             | Fenixs-HPB FEN |
| -------------- | -------------------------- | -------------- |
| Num            | Coureuse                   | Pos            |
| 61             | Svetlana Boubnenkova (RUS) | 38e            |
| 62             | Suzie Godart (LUX)         | AB             |
| 63             | Deborah Mascelli (ITA)     | AB             |
| 64             | Stefanie Gronow (GER)      | 48e            |
| 65             | Liane Bahler (GER)         | 97e            |
| 66             | Laura Morfin (MEX)         | AB             |

| Menikini-Selle Italia-Gysko MSG | Menikini-Selle Italia-Gysko MSG | Menikini-Selle Italia-Gysko MSG |
| ------------------------------- | ------------------------------- | ------------------------------- |
| Num                             | Coureuse                        | Pos                             |
| 71                              | Rochelle Gilmore (AUS)          | 6e                              |
| 72                              | Olivia Gollan (AUS)             | AB                              |
| 73                              | Élodie Touffet (FRA)            | 2e                              |
| 74                              | Karin Aune (SWE)                | AB                              |
| 75                              | Miho Oki (JPN)                  | 41e                             |
| 76                              | Eneritz Iturriaga (ESP)         | 96e                             |

| Safi-Pasta Zara Manhattan SAF | Safi-Pasta Zara Manhattan SAF | Safi-Pasta Zara Manhattan SAF |
| ----------------------------- | ----------------------------- | ----------------------------- |
| Num                           | Coureuse                      | Pos                           |
| 81                            | Marta Bastianelli (ITA)       | AB                            |
| 82                            | Alessandra Borchi (ITA)       | 61e                           |
| 83                            | Giorgia Bronzini (ITA)        | 8e                            |
| 84                            | Daniela Fusar Poli (ITA)      | 95e                           |
| 85                            | Gintarė Gaivenytė (LTU)       | AB                            |
| 86                            | Diana Žiliūtė (LTU)           | 59e                           |

| AA Drink-Cycling Team AAD | AA Drink-Cycling Team AAD | AA Drink-Cycling Team AAD |
| ------------------------- | ------------------------- | ------------------------- |
| Num                       | Coureuse                  | Pos                       |
| 91                        | Kirsten Wild (NED)        | 12e                       |
| 92                        | Roxane Knetemann (NED)    | 81e                       |
| 93                        | Irene van den Broek (NED) | 69e                       |
| 94                        | Karen Steurs (BEL)        | 56e                       |
| 95                        | Kathleen Sterckx (BEL)    | 57e                       |
| 96                        | An Van Rie (BEL)          | 45e                       |

| Team Getränke-Hoffmann TGH | Team Getränke-Hoffmann TGH | Team Getränke-Hoffmann TGH |
| -------------------------- | -------------------------- | -------------------------- |
| Num                        | Coureuse                   | Pos                        |
| 101                        | Birgit Hollmann (GER)      | AB                         |
| 102                        | Stephanie Pohl (GER)       | 82e                        |
| 103                        | Sandra Missbach (GER)      | 99e                        |
| 104                        | Christina Becker (GER)     | 78e                        |
| 105                        | Tina Liebig (GER)          | 98e                        |
| 106                        | Theresa Senff (GER)        | 47e                        |

| Uniqa UNG | Uniqa UNG                 | Uniqa UNG |
| --------- | ------------------------- | --------- |
| Num       | Coureuse                  | Pos       |
| 111       | Lada Kozlíková (CZE)      | 27e       |
| 112       | Nathalie Lamborelle (LUX) | AB        |
| 113       | Daniela Pintarelli (AUT)  | AB        |
| 114       | Monika Schachl (AUT)      | 90e       |
| 115       | Edwige Pitel (FRA)        | 55e       |
| 116       | Corinna Kreidl (AUT)      | AB        |

| Saccarelli EMU Marsciano SEM | Saccarelli EMU Marsciano SEM | Saccarelli EMU Marsciano SEM |
| ---------------------------- | ---------------------------- | ---------------------------- |
| Num                          | Coureuse                     | Pos                          |
| 121                          | Monia Baccaille (ITA)        | 9e                           |
| 122                          | Leda Cox (GBR)               | 83e                          |
| 123                          | Alessandra D'Ettorre (ITA)   | 26e                          |
| 124                          | Alice Marmorini (ITA)        | AB                           |
| 125                          | Alessia Quarta (ITA)         | AB                           |
| 126                          | Miyoko Karami (JPN)          | AB                           |

| SC Michela Fanini Record Rox MIC | SC Michela Fanini Record Rox MIC | SC Michela Fanini Record Rox MIC |
| -------------------------------- | -------------------------------- | -------------------------------- |
| Num                              | Coureuse                         | Pos                              |
| 131                              | Jennifer Fiori (ITA)             | AB                               |
| 132                              | Annalisa Cucinotta (ITA)         | AB                               |
| 133                              | Rosane Kirch (BRA)               | AB                               |
| 134                              | Sara Mustonen (SWE)              | AB                               |
| 135                              | Grete Treier (EST)               | 85e                              |
| 136                              | Daiva Tušlaitė (LTU)             | 84e                              |

| Lotto-Belisol Ladiesteam LBL | Lotto-Belisol Ladiesteam LBL | Lotto-Belisol Ladiesteam LBL |
| ---------------------------- | ---------------------------- | ---------------------------- |
| Num                          | Coureuse                     | Pos                          |
| 141                          | Tammy Boyd (NZL)             | AB                           |
| 142                          | Sara Carrigan (AUS)          | 76e                          |
| 143                          | Liesbet De Vocht (BEL)       | 17e                          |
| 144                          | Siobhan Dervan (IRL)         | AB                           |
| 145                          | Yolandi du Toit (RSA)        | 91e                          |
| 146                          | Corine Hierckens (BEL)       |                              |
| 147                          | Grace Verbeke (BEL)          | 31e                          |

| Vlaanderen-Capri Sonne-T Interim VLL | Vlaanderen-Capri Sonne-T Interim VLL | Vlaanderen-Capri Sonne-T Interim VLL |
| ------------------------------------ | ------------------------------------ | ------------------------------------ |
| Num                                  | Coureuse                             | Pos                                  |
| 161                                  | Debby Mansveld (NED)                 | AB                                   |
| 162                                  | Evy Van Damme (BEL)                  | 80e                                  |
| 163                                  | Sharon Vandromme (BEL)               | AB                                   |
| 164                                  | Loes Sels (BEL)                      | 33e                                  |
| 165                                  | Laure Werner (BEL)                   | 35e                                  |
| 166                                  | Emma Johansson (SWE)                 | 30e                                  |

| Giant Pro Cycling GPC | Giant Pro Cycling GPC | Giant Pro Cycling GPC |
| --------------------- | --------------------- | --------------------- |
| Num                   | Coureuse              | Pos                   |
| 171                   | Xiaoning Gao (CHN)    | AB                    |
| 172                   | Ping Li (CHN)         | AB                    |
| 173                   | Yong Li Liu (CHN)     | AB                    |
| 174                   | Li Meifang (CHN)      | AB                    |
| 175                   | Meng Lang (CHN)       | 72e                   |
| 176                   | Wang Fei (CHN)        | AB                    |

| Therme Skin Care TSC | Therme Skin Care TSC     | Therme Skin Care TSC |
| -------------------- | ------------------------ | -------------------- |
| Num                  | Coureuse                 | Pos                  |
| 181                  | Bertine Spijkerman (NED) | AB                   |
| 182                  | Kristy Miggels (NED)     | 32e                  |
| 183                  | Elisabeth Braam (NED)    | 86e                  |
| 184                  | Marije Profijt (NED)     | AB                   |
| 185                  | Rixt Meijer (NED)        | AB                   |
| 186                  | Jennie Stenerhag (SWE)   | AB                   |

| Vrienden van het Platteland VVP | Vrienden van het Platteland VVP | Vrienden van het Platteland VVP |
| ------------------------------- | ------------------------------- | ------------------------------- |
| Num                             | Coureuse                        | Pos                             |
| 191                             | Anita Valen de Vries (NOR)      | 40e                             |
| 192                             | Ellen van Dijk (NED)            | 15e                             |
| 193                             | Moniek Rotmensen (NED)          | 18e                             |
| 194                             | Jaccolien Wallaard (NED)        | 25e                             |
| 195                             | Liesbeth Bakker (NED)           | AB                              |
| 196                             | Yvonne Leezer (NED)             | AB                              |

| Bizkaia-Panda Software-Durango BPD | Bizkaia-Panda Software-Durango BPD | Bizkaia-Panda Software-Durango BPD |
| ---------------------------------- | ---------------------------------- | ---------------------------------- |
| Num                                | Coureuse                           | Pos                                |
| 201                                | Arantzazu Azpiroz (ESP)            | AB                                 |
| 202                                | Iosune Murillo Elkano (ESP)        | AB                                 |
| 203                                | Naiara Telletxea (ESP)             | 94e                                |
| 204                                | Maitane Telletxea (ESP)            | AB                                 |
| 205                                | Agurtzane Elorriaga (ESP)          | AB                                 |
| 206                                | Nekane Lasa (ESP)                  | AB                                 |

| Allemagne GER | Allemagne GER       | Allemagne GER |
| ------------- | ------------------- | ------------- |
| Num           | Coureuse            | Pos           |
| 211           | Marlen Jöhrend      | 22e           |
| 212           | Corinna Thumm       | AB            |
| 213           | Jana Schemmer       | AB            |
| 214           | Sabine Fischer      | AB            |
| 215           | Fabienne Sandig     | AB            |
| 216           | Denise Zuckermandel | 49e           |

| Pays-Bas NED | Pays-Bas NED         | Pays-Bas NED |
| ------------ | -------------------- | ------------ |
| Num          | Coureuse             | Pos          |
| 221          | Sissy van Alebeek    | AB           |
| 222          | Arenda Grimberg      | 77e          |
| 223          | Regina Bruins        | 24e          |
| 224          | Yvonne Baltus        | AB           |
| 225          | Daphny van den Brand | 42e          |
| 226          | Nina Kessler         | 87e          |

| Suisse SUI | Suisse SUI           | Suisse SUI |
| ---------- | -------------------- | ---------- |
| Num        | Coureuse             | Pos        |
| 231        | Daniela Della Torre  | AB         |
| 232        | Karin Steiner        | AB         |
| 233        | Sarah Grab           | AB         |
| 234        | Dolores Mächler-Rupp | AB         |
| 235        | Fabienne Wolfsberger | AB         |

| Italie ITA | Italie ITA       | Italie ITA |
| ---------- | ---------------- | ---------- |
| Num        | Coureuse         | Pos        |
| 241        | Silvia Parietti  | 16e        |
| 242        | Sara Biondi      | AB         |
| 243        | Giulia Lazzerini | AB         |
| 244        | Alice Donadoni   | 39e        |
| 245        | Martina Scoppa   | AB         |
| 246        | Lorena Foresi    | AB         |

| États-Unis USA | États-Unis USA    | États-Unis USA |
| -------------- | ----------------- | -------------- |
| Num            | Coureuse          | Pos            |
| 252            | Lauren Franges    | AB             |
| 253            | Alison Powers     | 71e            |
| 254            | Rebecca Larson    | 64e            |
| 255            | Brooke Miller     | 14e            |
| 257            | Kristin Armstrong | 63e            |
| 258            | Katheryn Curi     | 65e            |

| Australie AUS | Australie AUS    | Australie AUS |
| ------------- | ---------------- | ------------- |
| Num           | Coureuse         | Pos           |
| 262           | Jocelyn Loane    | 46e           |
| 263           | Jenny MacPherson | AB            |
| 264           | Amanda Spratt    | AB            |
| 266           | Lorian Graham    | 34e           |

| Lituanie LTU | Lituanie LTU       | Lituanie LTU |
| ------------ | ------------------ | ------------ |
| Num          | Coureuse           | Pos          |
| 271          | Aušrinė Trebaitė   | AB           |
| 272          | Urtė Juodvalkytė   | 92e          |
| 273          | Edita Ungurytė     | AB           |
| 274          | Rasa Leleivytė     | 23e          |
| 275          | Edita Janeliūnaitė | AB           |
| 276          | Lina Skujaite      | AB           |

| ELK Haus EHN | ELK Haus EHN              | ELK Haus EHN |
| ------------ | ------------------------- | ------------ |
| Num          | Coureuse                  | Pos          |
| 311          | Katharina Blum (GER)      | 88e          |
| 312          | Stefanie Degle (GER)      | 89e          |
| 313          | Karin Ruso (AUT)          | AB           |
| 315          | Katarína Uhlariková (SVK) | AB           |
| 316          | Martina Růžičková (CZE)   | 75e          |

Source.